# Aoyama Munetoshi
Aoyama Munetoshi est un nom japonais traditionnel ; le nom de famille (ou le nom d'école), Aoyama, précède donc le prénom (ou le nom d'artiste).
Aoyama Munetoshi (青山 宗俊, 26 décembre 1604-26 mars 1679) est un daimyō du début de l'époque d'Edo du Japon. Son titre de courtoisie est Inaba-no-kami.

## Biographie
Aoyama Munetoshi est le fils ainé d'Aoyama Tadatoshi, daimyō du domaine d'Iwatsuki dans la province de Musashi et plus tard du domaine d'Ōtaki dans la province de Kazusa. En 1623, son père tombe en disgrâce auprès du shogun Tokugawa Iemitsu et se retrouve exilé dans le district de Kōza dans la province de Sagami.
En 1634, Munetoshi reçoit la permission de revenir à Edo et le 1er décembre 1638, est nommé au poste mineur de shoinbangashira, d'un niveau comparable à celui de hatamoto avec des revenus de seulement 3 000 koku. Le 23 mai 1644, il est promu ōbangashira et le 19 janvier 1648 reçoit un montant supplémentaire de 27 000 koku, ce qui fait de lui le daimyō du domaine de Komoro nouvellement créé dans la province de Shinano.
Le 29 mars 1662, Aoyama Munetoshi est nommé au poste d'Osaka jōdai (chambellan d'Osaka). Pour assumer ses fonctions à Osaka, il restitue le domaine de Komoro au shogunat en échange de 20 000 koku de territoires supplémentaires dispersés dans les provinces de Settsu, Kawachi, Izumi, Tōtōmi, Musashi et Sagami.
Le 26 décembre 1669, Munetoshi est élevé au 4e rang inférieur de cour. Le 18 août 1678, il démissionne de sa fonction d'Osaka jōdai et est affecté au domaine de Hamamatsu à la place, domaine qu'il dirige jusqu'à sa mort le 16 mars 1679. Sa tombe se trouve au Daitoku-ji à Kyoto.

## Source de la traduction
- (en) Cet article est partiellement ou en totalité issu de l’article de Wikipédia en anglais intitulé « Aoyama Munetoshi » (voir la liste des auteurs).